# Gorski žabnjak
Gorski žabnjak (žabnjak jadićolistni, babica, lat. Ranunculus aconitifolius), biljna vrsta iz roda žabnjaka, porodica žabnjakovke. Trajnica raširena je po Europi, uključujući i Hrvatsku.

## Sinonimi
- Hecatonia aconitifolia (L.) Schur
- Ranula aconitifolia (L.) Fourr.
- Ranunculus argenteus E. H. L. Krause
- Ranunculus caballeroi Losa & P. Monts.
- Ranunculus dealbatus Lapeyr.
- Ranunculus heterophyllus Lapeyr.
- Ranunculus lobatus Moench
- Ranunculus medius Bernh.
- Ranunculus multiflorus Dulac
- Ranunculus palmatus (Clairv.)